# Iekaterina Iefimova
Iekaterina Olegovna Iefimova (en russe : Екатерина Олеговна Ефимова) est une joueuse de volley-ball russe née le 3 juillet 1993 à Novoaleksandrovsk (Sakhaline). Elle mesure 1,93 m et joue au poste de centrale. Elle totalise 14 sélections en équipe de Russie.

## Clubs
| Club                     | De        | À         |
| ------------------------ | --------- | --------- |
| Loutch Moscou            | 2010-2011 | 2011-2012 |
| Sparta Nijni Novgorod    | 2012-2013 | 2012-2013 |
| Oufimotchka Oufa         | 2013-2014 | 2013-2014 |
| Zaretchie Odintsovo      | 2014-2015 | 2014-2015 |
| Omitchka Omsk            | oct 2015  | déc 2015  |
| Dinamo Krasnodar         | 2015-2016 | 2015-2016 |
| JVK Ienisseï Krasnoïarsk | 2016-2017 | 2017-2018 |
| Dinamo Moscou            | 2018-2019 | …         |

## Palmarès

### Équipe nationale
- Grand Prix mondial
  - Finaliste : 2015.

### Clubs
- Coupe de la CEV
  - Vainqueur : 2016.
- Championnat de Russie
  - Vainqueur : 2019.
- Supercoupe de Russie
  - Vainqueur : 2018.
  - Finaliste : 2019.
- Coupe de Russie
  - Vainqueur : 2018.
  - Finaliste : 2017, 2019.